# 구리 댐
시몬 볼리바르 수력 발전소 또는 구리 댐(스페인어: Central Hidroeléctrica Simón Bolívar 또는 Represa de Guri), 이전에는 라울 레오니 수력 발전소로 알려져 있었으며, 1963년부터 1969년까지 건설된 베네수엘라의 볼리바르주에 있는 카로니강의 콘크리트 중력댐이자 제방댐이다. 길이는 7,426미터이고 높이는 162미터이다. 면적 4,250 제곱킬로미터 (1,641 mi2)에 달하는 거대한 구리 저수지(Embalse de Guri)를 막고 있다.
댐에 물을 공급하는 구리 저수지는 지구상에서 가장 큰 저수지 중 하나이다. 이 수력 발전소는 한때 그랜드쿨리댐 발전소를 대체하며 설치 용량 기준으로 세계에서 가장 큰 발전소였지만, 브라질과 파라과이의 이타이푸 댐에 추월당했다.

## 역사와 설계

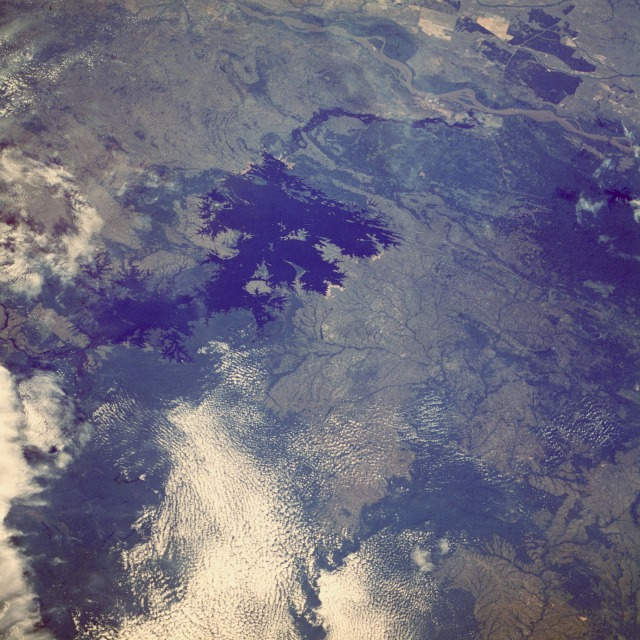
우주에서 본 댐과 저수지.

기술 및 경제성 연구는 1961년에 시작되었고, 하르자 엔지니어링 컴퍼니에서 수행했다. 6개 회사로 구성된 국제 컨소시엄이 발전소 건설 계약을 따냈는데, 이 중 4개 미국 기업은 진보를 위한 동맹에 참여했다. 1963년, 오리노코강의 카로니강 하구에서 약 100킬로미터 상류에 있는 네쿠이마 캐년에 구리 수력 발전소 건설이 시작되었다. 1969년까지 높이 106미터, 길이 690미터의 댐이 건설되었으며, 공식 명칭은 센트럴 히드로엘렉트리카 시몬 볼리바르이다(1978년부터 2000년까지는 센트럴 히드로엘렉트리카 라울 레오니로 명명되었다). 이 댐은 베네수엘라에서 가장 큰 담수호이자 인공적으로 만들어진 가장 큰 흑수호 중 하나이며, 수위는 해발 215미터이다. 이 발전소의 총 설치 용량은 1750 메가와트(MW)였다. 1978년까지 용량은 10개의 터빈으로 2065MW로 증설되었다.
전력 수요가 너무 빠르게 증가했기 때문에 1976년부터 두 번째 건설 단계가 시작되었다. 길이 1300미터의 중력댐이 건설되었고, 또 다른 방수로와 각각 725MW의 터빈 10개를 포함하는 두 번째 발전소가 건설되었다. 이로 인해 댐의 크기는 높이 162미터와 정상 길이 7426미터(다른 자료에 따르면 11,409미터)로 늘어났다. 수위는 272미터:12로 상승했으며, 저수지는 홍수 저장 또는 홍수 배수를 위해 1380억 입방 미터의 용량으로 크기와 부피가 증가했다.
이 구조물은 1986년 11월 8일에 개장되었다.
2000년부터 구리 발전소의 운영 기간을 30년 연장하기 위한 개조 프로젝트가 진행 중이다. 이 프로젝트는 발전소 II에 5개의 새로운 러너와 주요 부품을 만들고, 2007년 말에는 발전소 I의 4개 유닛에 대한 재활 작업을 시작할 예정이다.

## 발전 실패 및 정전

### 2010년
1960년대부터 가능한 한 많은 석유를 수출하기 위해 화석 연료를 통한 전력 생산을 최소화하려는 정부 정책으로 인해 베네수엘라 전력의 74%는 수력 발전과 같은 재생 가능 에너지에서 나온다.:33 2006년 기준 구리 댐만으로 베네수엘라 전력의 3분의 1 이상을 공급했다.:33
구리에서 생산된 전력의 일부는 콜롬비아와 브라질로 수출된다. 이러한 전략의 위험은 2010년에 분명해졌다. 장기간의 가뭄으로 인해 수위가 너무 낮아 수요를 충족시킬 만큼 충분한 전력을 생산할 수 없었기 때문이다. 2010년 1월, 베네수엘라 정부는 가뭄으로 인한 댐 뒤의 낮은 수위에 맞서기 위해 윤번정전을 시행했다.

### 2016년
2016년 4월, 수위가 다시 낮아졌고, 정부는 40일 동안 또는 수위가 안정될 때까지 하루 4시간씩 정전을 발표했다. 공무원들은 금요일에 출근하지 말라는 지시를 받았고, 마두로 대통령은 여성들에게 헤어드라이어를 사용하지 말라고 촉구했으며, 15개 쇼핑몰에 공급되는 전력이 배급되었다. 2016년 부활절 국경일에 3일이 추가되어 공공 서비스 및 민간 기업의 1주일 간의 휴업이 가능해졌다.

### 2019년
2019년 3월 7일 현지 시간 17:00 직전에 시몬 볼리바르 수력 발전소가 고장 나 베네수엘라의 3천2백만 시민 대부분이 암흑에 잠겼다. 정전 발생 이후 며칠 동안 베네수엘라 전력의 80%를 공급하는 핵심 산 헤로니모 B 변전소를 재가동하려는 시도가 최소 4번 있었으나 모두 실패했고, 발전소 재가동 날짜는 정해지지 않았다. 정부 관계자들은 정전이 "사보타주 행위"라고 주장했지만, 전문가들은 노후화된 인프라와 불충분한 유지보수로 인한 실패라고 보았다.

## 같이 보기
- 베네수엘라의 에너지 정책
- 세계 최대 발전소 목록
- 재래식 수력 발전소 목록